# Macy (Nebraska)
Macy é uma Região censo-designada localizada no estado americano de Nebraska, no Condado de Thurston.

## Demografia
Segundo o censo americano de 2000, a sua população era de 956 habitantes.

## Geografia
De acordo com o United States Census Bureau, a localidade tem uma área de 4,2 km², sem área coberta por água.

## Localidades na vizinhança
O diagrama seguinte representa as localidades num raio de 20 km ao redor de Macy.